# Dagmar Manzel
Dagmar Manzel (Berlino Est, 1º settembre 1958) è un'attrice tedesca.

## Filmografia parziale

### Cinema
- Coming Out, regia di Heiner Carow (1989)
- Schtonk, regia di Helmut Dietl (1992)
- Nach Fünf im Urwald, regia di Hans-Christian Schmid (1995)
- Die Apothekerin, regia di Rainer Kaufmann (1997)
- Crazy, regia di Hans-Christian Schmid (2000)
- Nachbarinnen, regia di Francis Meletzky (2004)
- Willenbrock, regia di Andreas Dresen (2005)
- Freischwimmer, regia di Andreas Kleinert (2007)
- John Rabe, regia di Florian Gallenberger (2009)
- Die Unsichtbare, regia di Christian Schwochow (2011)
- Die verlorene Zeit, regia di Anna Justice (2011)
- Zettl, regia di Helmut Dietl (2012)
- Grüner wird's nicht, sagte der Gärtner und flog davon, regia di Florian Gallenberger (2018)

### Televisione
- Der Staatsanwalt hat das Wort - serie TV, 3 episodi (1985-1988)
- Polizeiruf 110 - serie TV, 2 episodi (1988, 1995)
- Klemperer - Ein Leben in Deutschland - serie TV, 12 episodi (1999)
- Nicht alle waren Mörder - film TV (2006)
- Il commissario Schumann (Der Kriminalist) - serie TV, 2 episodi (2008, 2010)
- Unterleuten - Das zerrissene Dorf - serie TV, 3 episodi (2020)
- Tatort - serie TV, 11 episodi (1991-2023)